# Artigo Quinto da Constituição dos Estados Unidos
O Artigo Quinto da Constituição dos Estados Unidos descreve o procedimento para alterar a Constituição. De acordo com ele, o processo consiste em propor uma emenda ou emendas e a subsequente ratificação.
As emendas podem ser propostas pelo Congresso, com o voto de dois terços da Câmara dos Representantes e do Senado, ou por uma convenção para propor emendas convocada pelo Congresso a pedido de dois terços das legislaturas estaduais. Para se tornar parte da Constituição, uma emenda deve ser ratificada pelo Congresso, pelas legislaturas de três quartos dos estados ou por convenções de ratificação realizadas em três quartos dos estados, um processo utilizado apenas uma vez na história americana, com a ratificação da Vigésima Primeira Emenda em 1933. O voto de cada estado (para ratificar ou rejeitar uma emenda proposta) tem o mesmo peso, independentemente da população de um estado ou do tempo de permanência na União. O Artigo Quinto não trata de prazos para a ratificação de emendas propostas, mas a maioria das emendas propostas desde 1917 incluiu um prazo para ratificação. Os juristas geralmente concordam que o processo de emenda do Artigo Quinto pode ser emendado pelos procedimentos estabelecidos nele, mas há alguma discordância sobre se o Artigo Quinto é o meio exclusivo de emendar a Constituição.
Além de definir os procedimentos para alterar a Constituição, o Artigo Quinto também protege três cláusulas do Artigo Primeiro contra emendas ordinárias por meio de estipulações. Com relação a duas das cláusulas - uma relativa à importação de escravos e outra à distribuição de impostos diretos - a proibição de emendas era absoluta, mas de duração limitada, expirando em 1808; a terceira não tinha data de validade, mas era menos absoluta: "nenhum estado, sem seu consentimento, será privado de seu sufrágio igual no Senado". Os estudiosos discordam quanto ao fato de essa cláusula de proteção poder ser emendada pelos procedimentos estabelecidos no Artigo Quinto.

## Texto
O Congresso, sempre que dois terços de ambas as Câmaras considerarem necessário, proporá Emendas a esta Constituição ou, a pedido das Legislaturas de dois terços dos vários Estados, convocará uma Convenção para propor Emendas, que, em ambos os casos, serão válidas para todos os fins e propósitos, como parte desta Constituição, quando ratificadas pelas Legislaturas de três quartos dos vários Estados, ou por Convenções em três quartos deles, conforme um ou outro modo de ratificação possa ser proposto pelo Congresso; Desde que nenhuma Emenda que possa ser feita antes do ano de mil oitocentos e oito afete de alguma forma a primeira e a quarta Cláusulas da Nona Seção do primeiro Artigo; e que nenhum Estado, sem seu consentimento, seja privado de seu sufrágio igual no Senado.

## Procedimentos para alterar a Constituição

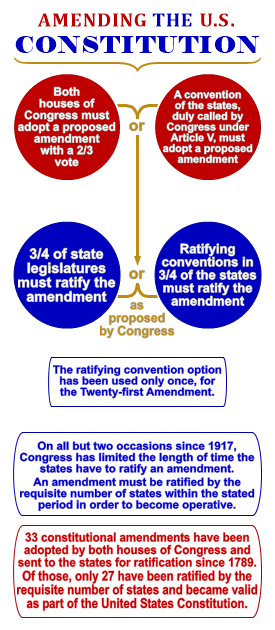
O processo de emenda constitucional dos EUA.

Trinta e três emendas à Constituição dos Estados Unidos foram aprovadas pelo Congresso e enviadas aos estados para ratificação. Vinte e sete dessas emendas foram ratificadas e agora fazem parte da Constituição. As dez primeiras emendas foram adotadas e ratificadas simultaneamente e são conhecidas coletivamente como a Declaração de Direitos. Seis emendas adotadas pelo Congresso e enviadas aos estados não foram ratificadas pelo número necessário de estados e não fazem parte da Constituição. Quatro dessas emendas ainda estão tecnicamente abertas e pendentes, uma está fechada e fracassou por seus próprios termos e uma está fechada e fracassou pelos termos da resolução que a propôs. No total, mais de 10.000 medidas para emendar a Constituição foram propostas no Congresso.

### Proposição de emendas
O Artigo Quinto fornece dois métodos para emendar a estrutura de governo da nação. O primeiro método autoriza o Congresso, "sempre que dois terços de ambas as casas julgarem necessário", a propor emendas constitucionais. O segundo método exige que o Congresso, "a pedido das legislaturas de dois terços dos vários estados" (34 em 1959), "convoque uma convenção para propor emendas".

Essa dualidade no Artigo Quinto é o resultado de compromissos feitos durante a Convenção Constitucional de 1787 entre dois grupos, um defendendo que o legislativo nacional não deveria ter nenhum papel no processo de emenda constitucional e outro argumentando que as propostas de emenda à constituição deveriam se originar no legislativo nacional e sua ratificação deveria ser decidida pelos legislativos estaduais ou convenções estaduais. Com relação ao processo de emenda consensual elaborado durante a convenção, James Madison (escrevendo em The Federalist No. 43) declarou:
Ele protege igualmente contra aquela facilidade extrema que tornaria a Constituição muito mutável; e aquela dificuldade extrema que poderia perpetuar suas falhas descobertas. Além disso, permite igualmente que os governos geral e estadual criem a emenda de erros, conforme eles possam ser apontados pela experiência de um lado ou de outro.
Toda vez que o processo do Artigo Quinto foi iniciado desde 1789, foi usado o primeiro método para elaborar e propor emendas. Todas as 33 emendas submetidas aos estados para ratificação tiveram origem no Congresso. O segundo método, a opção de convenção, uma ferramenta política que Alexander Hamilton (escrevendo em The Federalist No. 85) argumentou que permitiria que as legislaturas estaduais "erguessem barreiras contra as invasões da autoridade nacional", ainda não foi invocado.

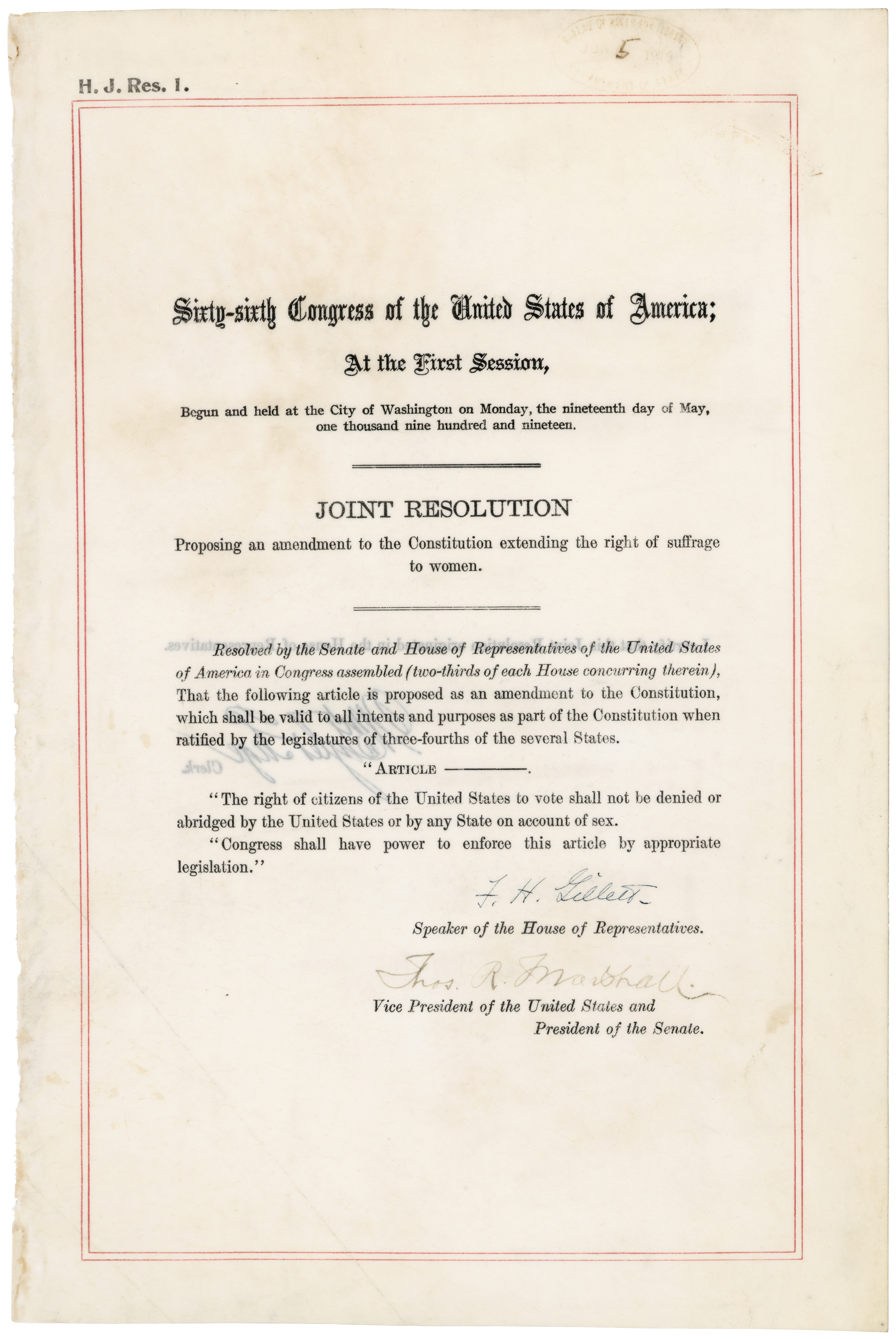
Resolução propondo a Décima Nona Emenda.

Quando o 1º Congresso considerou uma série de emendas constitucionais, foi sugerido que as duas casas adotassem primeiro uma resolução indicando que consideravam as emendas necessárias, mas esse procedimento não foi utilizado. Em vez disso, tanto a Câmara quanto o Senado passaram diretamente à consideração de uma resolução conjunta, o que implicava que ambos os órgãos consideravam as emendas necessárias. Além disso, quando inicialmente propostas por James Madison, as emendas foram projetadas para serem entrelaçadas nas seções relevantes do documento original. Em vez disso, elas foram aprovadas pelo Congresso e enviadas aos estados para ratificação como adições suplementares (codicilos) anexadas a ele. Esses dois precedentes têm sido seguidos desde então.
Uma vez aprovada pelo Congresso, a resolução conjunta que propõe uma emenda constitucional não requer aprovação presidencial antes de ser enviada aos estados. Embora a Seção 7 do Artigo Primeiro determine que toda legislação federal deve, antes de se tornar lei, ser apresentada ao presidente para sua assinatura ou veto, o Artigo Quinto não estabelece essa exigência para emendas constitucionais aprovadas pelo Congresso ou por uma convenção federal. Portanto, o presidente não tem função oficial no processo. Em Hollingsworth v. Virginia (1798), a Suprema Corte afirmou que não é necessário apresentar emendas constitucionais ao presidente para aprovação ou veto.
Por três vezes no século XX, os proponentes de determinadas emendas empreenderam esforços conjuntos para garantir o número de solicitações necessárias para convocar uma Convenção do Artigo Quinto. Isso incluiu convenções para considerar emendas para prever a eleição popular dos senadores dos EUA; permitir que os estados incluíssem outros fatores além da igualdade populacional na definição dos limites dos distritos legislativos estaduais; e propor uma emenda que exigisse que o orçamento dos EUA fosse equilibrado na maioria das circunstâncias. A campanha por um Senado eleito pelo povo é frequentemente creditada por "estimular" o Senado a se juntar à Câmara dos Representantes para propor o que se tornou a Décima Sétima Emenda aos estados em 1912, enquanto as duas últimas campanhas chegaram muito perto de atingir o limite de dois terços nas décadas de 1960 e 1980, respectivamente.

### Ratificação de emendas

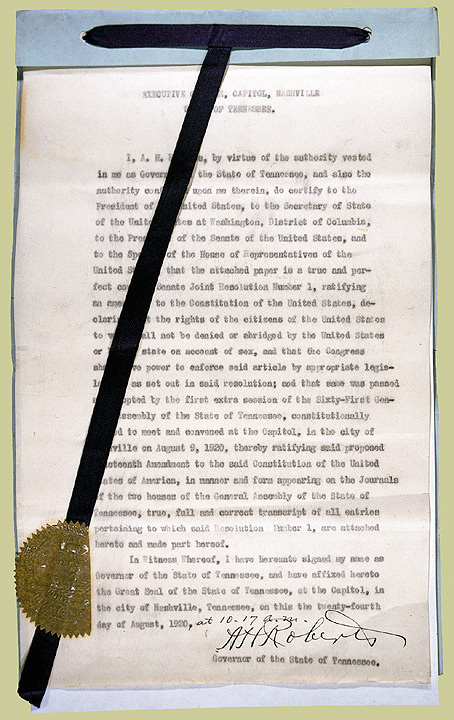
Certificado de ratificação da Décima Nona Emenda pelo Tennessee. Com essa ratificação, a emenda tornou-se válida como parte da Constituição.

Após ser oficialmente proposta, seja pelo Congresso ou por uma convenção nacional dos estados, uma emenda constitucional deve ser ratificada por três quartos (38 de 50) dos estados. O Congresso está autorizado a escolher se uma emenda proposta será enviada às legislaturas estaduais ou às convenções estaduais de ratificação para ratificação. As emendas ratificadas pelos estados em qualquer um dos procedimentos são indistinguíveis e têm a mesma validade como parte da Constituição. Das 33 emendas submetidas aos estados para ratificação, o método da convenção estadual foi usado para apenas uma, a Vigésima Primeira Emenda. Em Estados Unidos v. Sprague (1931), a Suprema Corte afirmou a autoridade do Congresso para decidir qual modo de ratificação será usado para cada emenda constitucional individual. Anteriormente, em Hawke v. Smith (1920), a Suprema Corte havia confirmado a ratificação da Décima Oitava Emenda pela Assembleia Geral de Ohio - que o Congresso havia enviado às legislaturas estaduais para ratificação - depois que os eleitores de Ohio vetaram com sucesso essa aprovação por meio de um referendo popular, decidindo que uma cláusula na Constituição de Ohio que reservava aos eleitores do estado o direito de contestar e anular a ratificação de emendas constitucionais federais pela legislatura era inconstitucional.
Uma emenda se torna uma componente operacional da Constituição quando é ratificada pelo número necessário de estados, e não na data posterior em que sua ratificação é certificada. Não é necessária nenhuma ação adicional do Congresso ou de qualquer outra pessoa. Em três ocasiões, o Congresso, após ser informado de que uma emenda havia atingido o limite de ratificação, adotou uma resolução declarando que o processo havia sido concluído com sucesso. Essas ações, embora talvez sejam importantes por motivos políticos, são, constitucionalmente falando, desnecessárias.
Atualmente, o Arquivista dos Estados Unidos tem a responsabilidade de administrar o processo de ratificação de acordo com as disposições do 1 U.S. Code. Ele notifica oficialmente os estados, por meio de uma carta registrada ao governador de cada estado, que uma emenda foi proposta. Em seguida, cada governador submete formalmente a emenda à legislatura de seu estado (ou convenção de ratificação). Quando um estado ratifica uma emenda proposta, ele envia ao Arquivista uma cópia original ou autenticada da ação do estado. Ao receber o número necessário de ratificações estaduais, é dever do arquivista emitir um certificado proclamando uma determinada emenda devidamente ratificada e parte da Constituição. A emenda e seu certificado de ratificação são então publicados no Federal Register e no United States Statutes at Large. Isso serve como aviso oficial ao Congresso e à nação de que o processo de ratificação foi concluído com êxito.

## Prazo de ratificação e prorrogação
A Constituição não se pronuncia sobre a questão de o Congresso poder ou não limitar o período de tempo que os estados têm para ratificar as emendas constitucionais enviadas para sua apreciação. Também é omissa quanto ao fato de o Congresso, depois de enviar uma emenda que inclua um prazo de ratificação aos estados para apreciação, poder ou não estender esse prazo.

### Prazos
A prática de limitar o tempo disponível para os estados ratificarem as emendas propostas começou em 1917 com a Décima Oitava Emenda. Todas as emendas propostas desde então, com exceção da Décima Nona Emenda e da (ainda pendente) Emenda do Trabalho Infantil, incluíram um prazo, seja no corpo da emenda proposta ou na resolução conjunta que a transmite aos estados. O "relógio" do prazo de ratificação começa a funcionar no dia em que a ação final é concluída no Congresso. Uma emenda pode ser ratificada a qualquer momento após a ação final do Congresso, mesmo que os estados ainda não tenham sido notificados oficialmente.
Em Dillon v. Gloss (1921), a Suprema Corte confirmou o poder do Congresso de prescrever limitações de tempo para ratificações estaduais e insinuou que propostas claramente desatualizadas não estavam mais abertas à ratificação. Concedendo que não encontrou nada expresso no Artigo Quinto relacionado a restrições de tempo, a Suprema Corte ainda permitiu que encontrasse no processo de emenda um argumento "fortemente sugestivo" de que as emendas propostas não estão abertas à ratificação para sempre ou por Estados agindo em momentos amplamente distintos. Posteriormente, em Coleman v. Miller (1939), o tribunal modificou consideravelmente sua opinião. Nesse caso, relacionado à proposta de Emenda sobre o Trabalho Infantil, o tribunal sustentou que a questão da oportunidade da ratificação é política e injustificável, deixando a questão a critério do Congresso. Aparentemente, o período de tempo decorrido entre a proposta e a ratificação é irrelevante para a validade da emenda. Com base nesse precedente, o Arquivista dos Estados Unidos, em 7 de maio de 1992, proclamou a Vigésima Sétima Emenda como tendo sido ratificada quando ultrapassou o patamar de "três quartos dos vários estados" para se tornar parte da Constituição. Ela foi submetida aos estados para ratificação - sem um prazo de ratificação - em 25 de setembro de 1789, um período de tempo sem precedentes de 202 anos, 7 meses e 12 dias.

### Extensões
A questão de saber se, uma vez estabelecido um período de ratificação, o Congresso pode estender o período sem a necessidade de ação por parte dos Estados já ratificados, envolveu o Congresso, os Estados e os tribunais em uma discussão a respeito da proposta de Emenda dos Direitos Iguais (enviada aos Estados em 22 de março de 1972, com um prazo de ratificação de sete anos). Em 1978, o Congresso, por maioria simples de votos em ambas as casas, estendeu o prazo original em 3 anos, 3 meses e 8 dias (até 30 de junho de 1982).
Os proponentes da emenda argumentaram que a fixação de um limite de tempo e sua prorrogação eram poderes atribuídos exclusivamente ao Congresso de acordo com a doutrina da questão política e que, de qualquer forma, o Congresso tinha poder para prorrogar. Argumentou-se que, uma vez que a fixação de um prazo razoável estava dentro do poder do Congresso e que o Congresso poderia fixar o prazo antecipadamente ou em algum momento posterior, com base em sua avaliação das bases sociais e outras das necessidades da emenda, o Congresso não violou a Constituição quando, uma vez fixado o prazo, posteriormente o estendeu. Os proponentes reconheceram que, se o limite de tempo fosse fixado no texto da emenda, o Congresso não poderia alterá-lo, pois o limite de tempo, bem como as disposições substantivas da proposta, estavam sujeitos à ratificação por vários Estados, tornando-os inalteráveis pelo Congresso, exceto pelo processo de emenda novamente. Os oponentes argumentaram que o Congresso, após ter enviado a emenda e suas disposições substantivas por meio de uma votação de dois terços, não poderia alterá-la, exceto por meio de um novo processo de emenda.
Em 1981, o Tribunal Distrital dos Estados Unidos para o Distrito de Idaho, no entanto, concluiu que o Congresso não tinha autoridade para prorrogar o prazo, mesmo quando contido apenas na cláusula resolutiva da resolução conjunta proposta. A Suprema Corte decidiu aceitar o caso, ignorando o Tribunal de Apelações, mas antes que eles pudessem ouvir o caso, o período estendido concedido pelo Congresso havia se esgotado sem o número necessário de estados, tornando o caso inócuo.

## Cláusulas constitucionais protegidas contra emendas
O Artigo Quinto também contém duas declarações que impedem que o assunto de determinadas cláusulas constitucionais seja alterado. A primeira é obsoleta devido a uma cláusula de caducidade anexa. Absolutamente não passíveis de emenda até 1808 foram o Artigo I, Seção 9, Cláusula 1, que impedia o Congresso de aprovar qualquer lei que restringisse a importação de escravos antes de 1808, e o Artigo I, Seção 9, Cláusula 4, uma declaração de que os impostos diretos devem ser distribuídos de acordo com as populações estaduais, conforme descrito no Artigo I, Seção 2, Cláusula 3. A segunda proibição não recebeu uma data de expiração e continua em vigor. Ela prevê expressamente que nenhuma emenda poderá privar um estado de seu sufrágio igual (representação) no Senado, conforme descrito no Artigo I, Seção 3, Cláusula 1, sem o consentimento desse estado. Criadas para selar dois compromissos alcançados entre os delegados da Convenção Constitucional após debates contenciosos, essas são as únicas cláusulas explicitamente consolidadas da Constituição.
A garantia de sufrágio igualitário no Senado está indiscutivelmente sujeita a emendas por meio dos procedimentos descritos no Artigo. O professor de direito George Mader sustenta que a cláusula de blindagem pode ser emendada porque não é "autocentralizada", o que significa que não contém uma cláusula que impeça sua própria emenda. Assim, de acordo com o argumento de Mader, um processo de emenda em duas etapas poderia revogar a cláusula que impede que a cláusula do sufrágio igualitário seja emendada e, em seguida, revogar a própria cláusula do sufrágio igualitário. Mader compara a cláusula que impede a modificação da cláusula de sufrágio igualitário com a Emenda Corwin não ratificada, que contém uma cláusula que se auto-entranha e não pode ser emendada. O professor de direito Richard Albert também sustenta que a cláusula do sufrágio igualitário poderia ser emendada por meio de um processo de "dupla emenda", contrastando a Constituição dos EUA com outras constituições nas quais a cláusula que protege certas cláusulas de serem emendadas também protege a si mesma. Outro acadêmico jurídico, Akhil Amar, argumenta que a cláusula de sufrágio igualitário poderia ser emendada por meio de um processo de duas etapas, mas descreve esse processo como um "esquema sorrateiro".

## Meios exclusivos para emendar a Constituição
De acordo com o teórico e acadêmico constitucional Lawrence G. Sager, há um debate entre os comentaristas sobre se o Artigo Quinto é o meio exclusivo de emendar a Constituição ou se há caminhos para a emenda, incluindo alguns caminhos nos quais a Constituição poderia ser inconsciente ou involuntariamente emendada em um período de atividade política sustentada por parte de um eleitorado nacional mobilizado. Por exemplo, Akhil Amar rejeita a noção de que o Artigo Quinto exclui outros modos de alteração constitucional, argumentando, em vez disso, que o procedimento previsto no Artigo Quinto é simplesmente o método exclusivo que o governo pode usar para alterar a Constituição. Ele afirma que o Artigo Quinto em nenhum lugar impede que o próprio povo, agindo à parte do governo comum, exerça seu direito legal de alterar ou abolir o governo por meio dos procedimentos legais adequados.
Outros acadêmicos discordam. Alguns argumentam que a própria Constituição não oferece nenhum mecanismo para que o povo americano adote emendas constitucionais independentemente do Artigo Quinto. Em vez disso, ele argumenta que o texto oferece uma maneira clara e estável de emendar o documento que é explícito, autêntico e o meio exclusivo de emenda; ele promove a sabedoria e a justiça por meio do aprimoramento da deliberação e da prudência; e seu processo complementa o federalismo e a separação de poderes, que são características fundamentais da Constituição. Ele afirma que o Artigo Quinto continua sendo a maneira mais clara e poderosa de registrar os desejos soberanos do público americano em relação às alterações de sua lei fundamental. No final, ele é essencial para manter uma Constituição escrita que garanta os direitos do povo contra as elites e contra eles mesmos.
A visão de que o processo de emenda do Artigo Quinto é o único veículo legítimo para realizar mudanças constitucionais é, conforme apontado pelo acadêmico de direito constitucional Joel K. Goldstein, "desafiada por inúmeras decisões judiciais amplamente aceitas que introduziram um novo significado na linguagem constitucional, afastando-se das intenções, expectativas ou significado originais". Ele também aponta como as instituições constitucionais, independentemente da atividade judicial e das alterações efetuadas por meio do processo do Artigo Quinto evoluíram "para assumir formas inconsistentes com o que os Fundadores imaginavam ou com o que a linguagem que eles escreveram sugeria".

Em seu discurso de despedida, o Presidente George Washington disse:
Se, na opinião do povo, a distribuição ou modificação dos poderes constitucionais estiver errada em algum aspecto, que seja corrigida por uma emenda da maneira que a Constituição designa. Mas que não haja mudança por usurpação, pois embora isso, em um caso, possa ser o instrumento do bem, é a arma habitual pela qual os governos livres são destruídos. O precedente deve sempre superar em muito, em termos de mal permanente, qualquer benefício parcial ou transitório que o uso possa, em algum momento, produzir.
Essa declaração de Washington tornou-se polêmica, e alguns estudiosos discordam se ela ainda descreve a ordem constitucional adequada nos Estados Unidos. Os acadêmicos que rejeitam a posição de Washington geralmente argumentam que a própria Constituição foi adotada sem seguir os procedimentos dos Artigos da Confederação, enquanto o advogado constitucional Michael Farris discorda, dizendo que a convenção foi um produto do poder residual dos Estados e que a emenda no processo de adoção foi legal, tendo recebido o consentimento unânime das legislaturas dos Estados.

## Emenda ao Artigo Quinto
O Artigo Quinto estabelece os procedimentos para emendar a Constituição, mas não declara explicitamente se esses procedimentos se aplicam ao próprio Artigo Quinto. De acordo com o professor de direito George Mader, houve várias propostas para emendar os procedimentos de emenda da Constituição e "é geralmente aceito que as disposições de emenda constitucional podem ser usadas para emendar a si mesmas". Contudo, o Artigo Quinto nunca foi emendado.